# Fatma Samoura
Fatma Samba Diouf Samoura, más conocida como Fatma Samoura (Senegal, 1962), es una diplomática senegalesa. En mayo de 2016 fue elegida secretaria general de la FIFA, convirtiéndose en la primera mujer en asumir esta responsabilidad en la historia.
Es especialista en gestión internacional de Naciones Unidas, donde durante 21 años ocupó responsabilidades en diversos programas de desarrollo. Su último trabajo antes del nombramiento en la FIFA fue el de coordinadora humanitaria de la ONU en Nigeria, responsable del Programa de las Naciones Unidas para el Desarrollo (PNUD) en este país.

## Biografía
Es diplomada en español e inglés en la Universidad de Lyon y ha estudiado relaciones internacionales y comercio internacional en el Instituto de Estudios Superiores Especializados (IECS) en Estrasburgo. Habla francés (su lengua materna), italiano, inglés y español.
A los 21 años empezó a trabajar en la ONU donde ha ocupado diferentes cargos.
Inició su carrera en 1995 como oficial de logística de alto nivel en el Programa Mundial de Alimentos en Roma. De 2000 a 2005 trabajó en Yibuti, de 2005 a 2007 en Camerún, de 2009 a 2010 fue Directora del Programa Mundial de Alimentación en Guinea. También se ocupó de situaciones de emergencia en Kosovo, Liberia, Nicaragua, Afganistán, Costa de Marfil, Sierra Leona y Timor Oriental.
De 2010 a 2015 fue coordinadora residente del Programa de las Naciones Unidas para el Desarrollo en Madagascar y posteriormente en Nigeria (2015-2016) donde en su última etapa tuvo el cometido de organizar el presupuesto, recursos humanos y adquisiciones.
El 13 de mayo de 2016 fue elegida secretaria general de la FIFA durante el 66.º Congreso de la federación en México convirtiéndose en la primera mujer en asumir el puesto. Sucedió al francés Jérôme Valcke suspendido durante 12 años tras acusaciones de corrupción en la venta de entradas durante la Copa Mundial de Fútbol de 2014.